# Hjerternes Sejr
Hjerternes Sejr (originaltitel Painted People) er en amerikansk stumfilm fra 1924 instrueret af Clarence G. Badger.

## Medvirkende
- Colleen Moore som Ellie Byrne
- Ben Lyon som Don Lane
- Charlotte Merriam som Stephanie Parrish
- Joseph Striker som Preston Dutton
- Charles Murray som Tom Byrne
- Russell Simpson som Fred Lane
- Mary Alden som Mrs. Byrne